# Джонкинське сільське поселення
Джо́нкинське сільське поселення (рос. Джонкинское сельское поселение) — сільське поселення у складі Нанайського району Хабаровського краю Росії.
Адміністративний центр та єдиний населений пункт — селище Джонка.

## Населення
Населення сільського поселення становить 1125 осіб (2019; 1310 у 2010, 1647 у 2002).